# Rzeczpospolita (1920–1931)

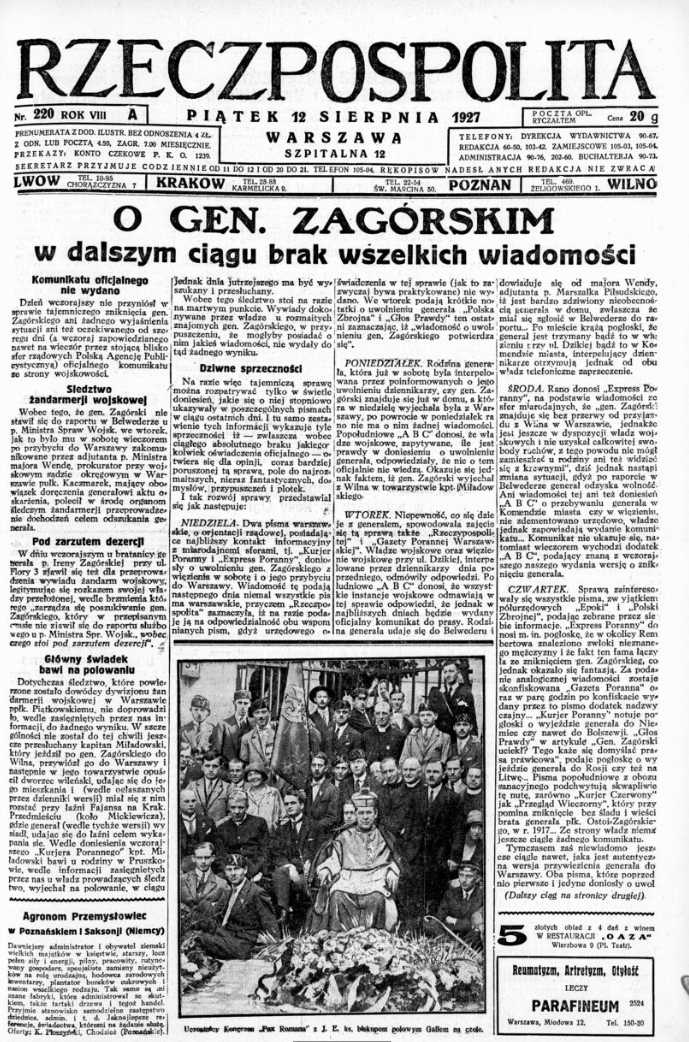
Rzeczpospolita z 12 sierpnia 1927 opisująca zniknięcie gen. Zagórskiego

Rzeczpospolita – polski dziennik konserwatywny wydawany w latach 1920–1931. 
„Rzeczpospolita” po raz pierwszy ukazała się 15 czerwca 1920 jako organ konserwatywnego Stronnictwa Chrześcijańsko-Narodowego. Jej właścicielem był Ignacy Jan Paderewski (także fundator pisma), a następnie, od 1924 roku, Wojciech Korfanty. Pierwszym redaktorem naczelnym był Stanisław Stroński (1920–1924). Po przewrocie majowym czasopismo zajęło stanowisko opozycyjne wobec obozu Józefa Piłsudskiego. Po raz ostatni w II RP „Rzeczpospolita” ukazała się 31 grudnia 1931 roku.
Do grona współpracowników gazety należeli m.in.: Ignacy Chrzanowski, Adolf Nowaczyński, Kornel Makuszyński, Tadeusz Dołęga-Mostowicz, Irena Zarzycka, Józef Dowbor-Muśnicki, Irena Pannenkowa, Władysław Witwicki i Stefan Żeromski.